# Arrow (míssil)

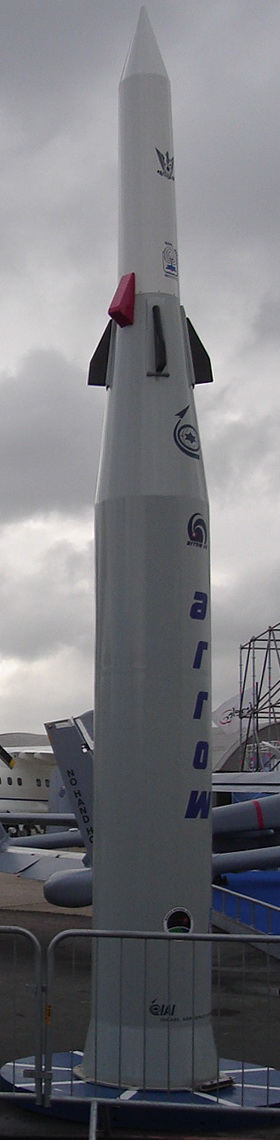
Un míssil Arrow 2 al saló aeri internacional París-Le Bourget de 2007.

El terme Arrow o Hetz ( hebreu: חץ‎, o “ fletxa ") fa referència a una família de míssils antibalístics desenvolupats per Israel i finançats conjuntament per Israel, els Estats Units i una participació de l'Índia el 2003. Hi ha diferents versions del míssil, que s'anomenen Arrow 1, Arrow 2 i Arrow 3 .

## Característiques
Hetz també pot designar el conjunt de defensa antimíssils que consisteix en els míssils hipersònics interceptors Hetz 2 i Hetz 3, el radar tridimensional d'escaneig electrònic EL/M-2080 Green Pine d'Elta, el centre C4ISR Yellow Citron de Tadiran Telecom, que detecten els míssils, en segueixen la trajectòria i n'identifiquen les amenaces a grans distàncies i el centre de llançament Brown Hazelnut d'Israel Aerospace Industries Ltd..
El míssil Arrow 3 es llança en calent verticalment des de la plataforma amb un potent tanc de propulsió. Un cop sobre de l'atmosfera, es desprèn de les ogives i quan s'identifiquen l'objectiu i el seu recorregut, l'interceptor es redirigeix utilitzant la tovera d'empenta vectorial per acostar-se i interceptar l'objectiu.

## Història
La seguretat de l'estat d'Israel es veu condicionada per les potències regionals, i ha intentat compensar-ho amb una estratègia d'avantatge tecnològic sobre seus adversaris, dissuadint els atacs amb amenaces convencionals i no convencionals, i adoptant una doctrina militar ofensiva i confiant en el reclutament universal.
El desenvolupament d'un sistema israelià d'intercepció de míssils balístics es va plantejar per primera vegada en 1985 a partir de la invitació a la participació en el programa de defensa antimíssils de la Iniciativa de Defensa Estratègica dels Estats Units. El programa Arrow es va posar en marxa quan es va saber que els estats àrabs disposaven de míssils de llarg abast terra-terra, sent escollit per sobre del sistema de defensa de míssils AB-10 de RAFAEL Armament Development Authority, que era un MIM-23 Hawk millorat, ja que es va considerar que l'Arrow era un concepte més complet i tenia un abast més gran, sent un sistema dissenyat des del principi per a la intercepció de míssils.
La primera prova d'un Arrow I va tenir lloc el 14 de setembre de l'any 2000 contra un objectiu Black Sparrow. Durant la Guerra del Golf, l'amenaça més important per a les de la coalició van ser atacs amb míssils Scud des de l'Iraq, que van ser la principal causa de baixes dels estats units.
A partir de 2009, Hetz és un dels sistemes antimíssils més avançats disponibles. És l'únic sistema de defensa que ha estat dissenyat per destruir míssils balístics que viatgen sobre un país.
L'Arrow 3 va entrar en servei operatiu el gener de 2017 després d'un primer llançament de prova el 10 de desembre de 2015.
El 26 de juliol de 2019, es van dur a terme tres llançaments d'Arrow 3 des del complex del port espacial del Pacífic – Alaska als Estats Units.
El 30 d'octubre de 2023, un míssil Arrow 2 hauria interceptat un míssil iemenita llançat pels huthis, més enllà de l'atmosfera terrestre, durant la guerra entre Israel i Hamàs. Això convertiria aquesta acció en la primera "baralla espacial" de la història.

## Atac d'Iran a Israel
El 13 d'abril de 2024, els míssils Arrow 3 van destruir míssils balístics iranians llençats contra Israel a l'espai exterior en la seva fase propulsora abans del seu apogeu.